# Соціальний клас
Поняття соціа́льного кла́су описує в соціології великі групи людей, які виділяються спільними, особливо економічними прикметами, але часто також специфічним відчуттям колективної приналежності або класовою свідомістю. Поняття соціального класу набагато сильніше, ніж поняття соціального середовища чи прошарку і, бувши поміж іншого використовуване Карлом Марксом, наголошує на відносинах пригноблення і експлуатації. У соціології триває дискусія про точне визначення класу і про те, яке з понять — клас, прошарок чи середовище — краще описує поділ соціальної структури суспільства.

## Рання історія поняття
Римські цензори використовували слово classis для поділу населення на групи платників податків. Воно йшло від assidui (осілі платоспроможні громадяни з власністю коштом більше 100 000 асів) до proletarii, єдине значення яких для держави відзначалося виробництвом численного потомства — майбутніх громадян Риму.
Пізніше з 16 ст. поняття клас продовжує використовуватись в значенні градації, категоризації. Зокрема «клас» використовувався Адамом Фергюсоном та Джоном Міллером для означення суспільних прошарків за рангом і власністю. В цьому значенні (як взаємозамінюваний синонім щодо поняття суспільного стану) на початку 18 ст. він знаходиться в усіх європейських мовах, зокрема в класичній політекономії та англійській соціальній філософії 18 ст.
В Британії у 19 ст. майновими класами — за давньоримським зразком — називали суспільні верстви, що відрізнялися між собою не походженням (ці верстви іменували станами), а статками. До вищого, найзаможнішого класу, представленого в парламенті, скажімо, не потрапляла навіть більшість фабрикантів. Підприємців вважали «середнім класом». Для найбіднішої верстви — найманих робітників — використовували римську назву пролетарії. Звідси походить і визначення «класової держави», як держави, в якій громадяни мають різні права в залежності від рівня їхніх доходів..
З часом, однак, поширилося й інше розуміння слова «клас». Суспільними класами (на відміну від майнових) стали називати великі групи людей, що відрізнялися між собою не статками, а джерелами доходів та місцем у суспільстві. Цю традицію започаткував Давид Рікардо, який почав свою головну працю з визначення того, що в суспільстві є три великі класи (земельні власники, капіталісти, робітники), які через різні джерела доходу (земельна рента, прибуток, зарплата) ділять суспільне багатство. Французькі історики Франсуа Гізо, Огюстен Тьєррі і Адольф Тьєр стали засновниками особливої «класової теорії», згідно з якою політична боротьба насправді є лише наслідком боротьби суспільних класів. Так, під час Великої французької революції, за їхніми твердженнями, перемагала буржуазія, а за доби Реставрації — шляхта.
На пізнішу марксистську концепцію класів у 19 ст. великий вплив справили також погляди соціалістів-утопістів (таких як Анрі Сен-Сімон, Шарль Фур'є) та відомого німецького економіста і філософа Лоренца фон Штайна.

## Класова теорія Карла Маркса
Не зважаючи на часте ототожнення концепції класу із Карлом Марксом і Фрідріхом Енгельсом та визначельне значення їхніх концепцій у розвитку класової теорії в пізнішому марксизмі, самі основоположники марксизму (Маркс і Енгельс) не здійснили систематизованого викладу своєї класової теорії суспільства в якомусь одному місці. Її положення розпорошені в їх працях. Третій том «Капіталу» завершується саме главою 52 «Класи», яка лишилася не дописаною Марксом. Він встиг зазначити наступне: «Власники однієї лише робочої сили, власники капіталу й земельні власники, відповідними джерелами доходів яких є заробітна плата, прибуток і земельна рента, таким чином, наймані робітники, капіталісти й земельні власники, утворюють три великі класи сучасного суспільства, заснованого на капіталістичному способі виробництва» (таким чином, тут у цілому повторюється класик політекономії Рікардо).
Загалом, вживання поняття «клас» Марксом можна на:
- Ранні роботи — тут він описує конкретні класи в певних суспільства. Наприклад, як в роботах «Класова боротьба у Франції з 1848 р. по 1850 р.» або «18 брюмера Луї Бонапарта», де працює із підсумками революції 1848, її наслідками та причинами. Тут Маркс визначає клас не доконечно економічно, а називає спільні умови існування в усій сукупності такими, що відділяють один клас від іншого. Сюди належать, наприклад, їхні стилі життя, їхні інтереси, освіта, їхня політична організація.
- Пізні роботи — в них (як наприклад в «Капіталі») він абстрактніше описує різні класи як результат виробничих відносин капіталізму. Тут Маркс намагається не лише емпірично описати відповідні групи населення, але й пояснити системне походження такого поділу. Для цього він вдається до побудови трудової теорії вартості і теорії класової боротьби.

### Трудова теорія вартості
Маркс виходить з того, що робоча сила сама створює вартість. Тобто згідно з цією теорією, робоча сила, яка продається найманими робітниками, є єдиним товаром, чия мінова вартість полягає в тому, щоб створити вартості більше, ніж вона сам володіє. Таким чином, вартість робочої сили як товару буде дорівнювати вартості всіх інших товарів через суспільно-необхідний для їх виготовлення робочий час. В даному випадку це означає, що вартість товару робочої сили відповідає вартості всіх товарів, яких потребує робітник, щоб відновлюватись (включно із сім'єю чи іншими утриманцями). Звісно робітники можуть працювати довше, коли це необхідно, щоб виробляти лише екваваленти власного відтворення. Тому:
- робітники працюють під контролем капіталістів, які купують їхню робочу силу, а потім використовують її в своїх інтересах;
- продукт цієї роботи стає власністю капіталістів, не робітників.

Додаткова вартість з'являється, коли капітал змушує робочу силу працювати довше, ніж це було би необхідно для її відновлення. А отже і трудовий день робітника розсипається на дві частини: на необхідну роботу в оплачуваній частині, яка потрібна для відтворення вартості робочої сили, і на додаткову роботу в неоплачуваній частині, в якій робітник працює для капіталіста.
Капіталісти за допомогою методів і шляхів постійно шукають, як збільшити неоплачувану частину робочого дня щодо оплачуваного. Для цього є дві можливості:
1. Підняття абсолютної доданої вартості за допомогою подовження робочого дня.
2. Підняття відносної доданої вартості за допомогою розтягнення тієї частини робочого дня, коли робітник працює для капіталіста.

Таким чином капіталісти знаходяться в стані присвоєння створеної робітниками продукції. Ці якісно різні позиції всередині капіталістичних процесів виробництва Маркс описав як його провідні класи: клас найманих робітників і клас капіталістів.
Однак капіталісти споживають не всю додаткову вартість, а реінвестують її частину і перетворюють її назад в капітал. Отже, одна частина додаткової вартості споживається, а інша слугує накопичувальним капіталом. Це веде того, що поділ між робітниками і капіталістами відтворюється все далі і є стійким. Робітники не можуть присвоювати собі працю інших. Тому їх зарплати вистачає зазвичай тільки для відтворення власної робочої сили. Звідси, робітники і капіталісти розташовуються як протилежні класи щодо одного, чиї витоки постійно заново створюються в ході процесів накопичення.

### Класова боротьба
Теорія класової боротьби займає одне із центральних місць у Марксовому матеріалістичному розумінні історії, яке Фрідріх Енгельс охрестив історичним матеріалізмом. Виникнення класів стає можливим тільки тоді, коли зростання продуктивності праці призводить до появи додаткового продукту, а спільна власність на засоби виробництва змінюється приватною; з появою останньої фактом стає і майнова нерівність. Однак ключовим для поділу на класи виступає суспільний розподіл праці — на розумову та фізичну, на управлінську та виконавчу, на кваліфіковану та некваліфіковану. Фрідріх Енгельс зазначав, що у центрі класової боротьби знаходяться процеси виробництва та споживання, але її неможливо звести до самої лише економічної сфери:
| «…усяка історична боротьба – хай вона ведеться в політичній, релігійній, філософській чи якій-небудь іншій ідеологічній області – насправді є лише більш або менш ясним вираженням боротьби суспільних класів, а існування цих класів та разом із тим їх зіткнення між собою, у свою чергу, обумовлюються ступенем розвитку їх економічного положення, характером та способом виробництва та визначеного ним обміну».[6] |
В цілому, за Марксом поділ на класи та їхню боротьбу поміж собою в різних історичних суспільствах можна охарактеризувати наступним чином:
| Суспільно-економічна формація | Провідні класи                                 | Додаткові класи |
| ----------------------------- | ---------------------------------------------- | --- |
| Первісне суспільство          | жодних                                         | жодних |
| Азійський спосіб виробництва  | Державна бюрократія — особисто вільні селяни   | Раби; ремісники; торговці, наймані робітники. |
| Рабовласницьке суспільство    | Рабовласники — Раби                            | Вільні селяни (наприклад, зевгіти) і ремісники; наймані робітники (наприклад, в античних мануфактурах).                                                                      |
| Феодалізм                     | Феодали — Невільні селяни (наприклад, кріпаки) | Купці (буржуа); цехові ремісники; «вчені люди» і юристи; наймані робітники (наприклад, військові найманці)                                                                   |
| Капіталізм                    | Буржуазія — Пролетаріат                        | Великі землевласники, селяни, сільськогосподарські робітники (бурлаки і батраки); дрібні міщани (дрібні купці, ремісники); люмпен-пролетаріат («класовий»-характер спірний). |

## Класи за Максом Вебером
Макс Вебер сформулював теорію трикомпонентної стратифікації, яка характеризує політичну владу як взаємодію між «класом», «статусом» і «груповою владою». Вебер вважав, що класова позиція визначається, виходячи з навичок та освіти людини, а не їх відношення до засобів виробництва. І Маркс, і Вебер заявляли по те, що соціальне розшарування це негативне явище. Однак перший вважав, що стратифікація зникне разом з капіталізмом і приватною власністю, натомість Вебер висновував, що рішення полягає в наданні рівних можливостей в рамках капіталістичної системи.
Вебер дійшов до більшості зі своїх ключових понять по соціальній стратифікації, досліджуючи соціальну структуру Німеччини. Він зазначив, що на відміну від теорій Маркса, стратифікація заснована на чомусь більше, ніж просто на власності та капіталі. Наприклад, часто представникам аристократії, які мають політичну владу, не вистачає економічного капіталу. А деяким багатим сім'ям не вистачає престижу та влади, наприклад, тому, що вони євреї.
Вебер розробив три незалежні фактори, що формують його теорію стратифікації: клас, статус та влада:
- клас: економічне становище людини в суспільстві. Вебер відрізняється від Маркса в тому, що він не надає цьому фактору пріорітетне значення. Наприклад, менеджери корпорацій, які фактично контролюють фірми, хоча ними не володіють.
- статус: престиж людини, соціальна повага у суспільстві. Соціальний статус не обов'язково конвертується в економічний капітал. Поети чи святі, наприклад, можуть мати величезний вплив на суспільство, проте майже не отримувати матеріальної винагороди.
- влада: можливість особи цілеспрямовано виконувати свою діяльність, незважаючи на опір інших. Наприклад, працюючі в державному апараті можуть не мати власності чи володіти статусом, але розпоряжатись певною владою.

## Класи за П'єром Бурдьє
Видатний сучасний французький соціолог П'єр Бурдьє слідом за Марксом та Енґельсом розпочинав своє виокремлення класів з визначення груп, що мають схоже становище у соціальному просторі. Такі групи, які передусім є плодом інтелектуальної роботи дослідника, Бурдьє називає «класами на папері» (або низкою синонімів: «теоретичний», «можливий», «сконструйований» клас). Це — групи, що мають найбільші шанси за певних умов стати класами у власному сенсі слова, тобто реальними суб'єктами суспільно-історичного процесу.
Таким чином, першою умовою існування класу є спільність соціальної позиції членів класу, «котрі, бувши розміщені у схожих умовах і підпорядковані схожим зумовленостям, мають всі шанси для володіння схожими диспозиціями й інтересами і, отже, для вироблення схожої практики і посідання схожих позицій». Другою умовою класу, за Бурдьє, є наявність у даної групи спільного габітусу (матриці сприйняттів і класифікувальних практик), що є найважливішим опосередкованим елементом у формуванні будь-якої колективної ідентифікації. Габітус («інкорпорований клас») впливає на політичні думки і поведінку даних класів, на утворювані в рамках цих класів стилі життя і способи споживання. Третя умова, за дотримання якої клас стає реальною дієвою силою («мобілізованим», «реальним» класом, готовим до боротьби), — це усвідомлення членами класу своєї спільності як групи, що має власні інтереси(відмінні від інших) і готова їх захищати. Потім клас має сформувати групу своїх представників (партію чи аналогічну організацію), надзвичайною метою якої є власне захист класових інтересів.
Саме політична організація робить клас «видимим», виокремленим і помітним суб'єктом політичної боротьби, позаяк вона говорить і діє від імені класу. Партія має сформулювати ідеологію класу, тобто подати таке бачення соціального світу, в якому за класом було б закріплене місце в соціальній структурі й увиразнена значимість його інтересів. Своєю чергою, класову боротьбу Бурдьє розглядає не лише як боротьбу двох класів у процесі розподілу доданої вартості (як у моделі Маркса), а як різні форми конфліктів у всіх соціальних полях — економічному, політичному, культурному (в системі освіти, практиці дозвілля, стратегіях розваги, в одязі, їжі), де домінантні класи здійснюють різні типи символічної влади, намагаючись завоювати леґітимність.